# Don’t Wanna Go to Bed Now
Don't Wanna Go to Bed Now – singel australijskiej piosenkarki i pisarki tekstów Gabrielli Cilmi, pochodzący z albumu Lessons to Be Learned. Wydany został jako drugi singel promujący album.
Piosenka trafiła na ścieżkę dźwiękową australijskiego serialu kryminalnego City Homicide.

## Format wydania
Singel CD
1. „Don't Wanna Go to Bed Now” (wersja singel) – 3:13
2. „Sweet About Me” (wersja live) – 3:40
3. „Cry Me a River” (wersja live) – 3:39

## Notowania
Don't Wanna Go to Bed Now zadebiutował na ARIA Charts na miejscu 31. Utrzymywała się na liście przez 12 tygodni.
| Lista                   | Najwyższa pozycja |
| ----------------------- | ----------------- |
| Australia (ARIA Charts) | 28                |

Notowanie końcoworoczne
| Lista                                 | Najwyższa pozycja |
| ------------------------------------- | ----------------- |
| Top 50 Australian Artist Singles 2008 | 28                |